# 武城郡 (南梁)
武城郡，中国南北朝时设置的郡。
南朝梁梁武帝时置武城郡，治所在豪静县（今广西壮族自治区昭平县南百余里古袍镇）。和逍遥郡同治一城。辖境即相当今广西壮族自治区昭平县南一带。属静州。隋朝开皇九年（589年）隋文帝灭陈，废武城郡。